# Burgeo-eilanden
De Burgeo-eilanden zijn een archipel in Newfoundland en Labrador, de oostelijkste provincie van Canada. De eilandengroep bevindt zich in de Saint Lawrencebaai, vlak voor de zuidkust van Newfoundland.

## Geografie
Het grote Grandy Island (2,0 km²) is enerzijds via twee dijken met Newfoundland verbonden en anderzijds ook met twee kleine eilandjes, namelijk Smalls Island (0,03 km²) en Bobbitts Island (0,01 km²). De drie eilandjes zijn grotendeels volgebouwd en vormen de dorpskern van de plaats Burgeo. Alle andere eilanden van de archipel zijn onbewoond.
Ten zuiden van Grandy Island liggen verschillende andere relatief grote eilanden, waaronder Boar Island (0,21 km²), het meest oostelijke van de archipel. Dat eiland huisvest sinds 1874 een vuurtoren en werd tot in 1946 steeds bewoond door een vuurtorenwachter. De andere grote eilanden van de archipel zijn Rencontre Island (0,47 km²), Morgan Island (0,40 km²), Cuttail Island (0,26 km²), Venils Island (0,20 km²) en Baggs Island (0,13 km²).
Tot wel 6 km ten zuidwesten van die groep met vrij grote eilanden liggen er nog vele tientallen kleine eilandjes en zeerotsen.

## Galerij

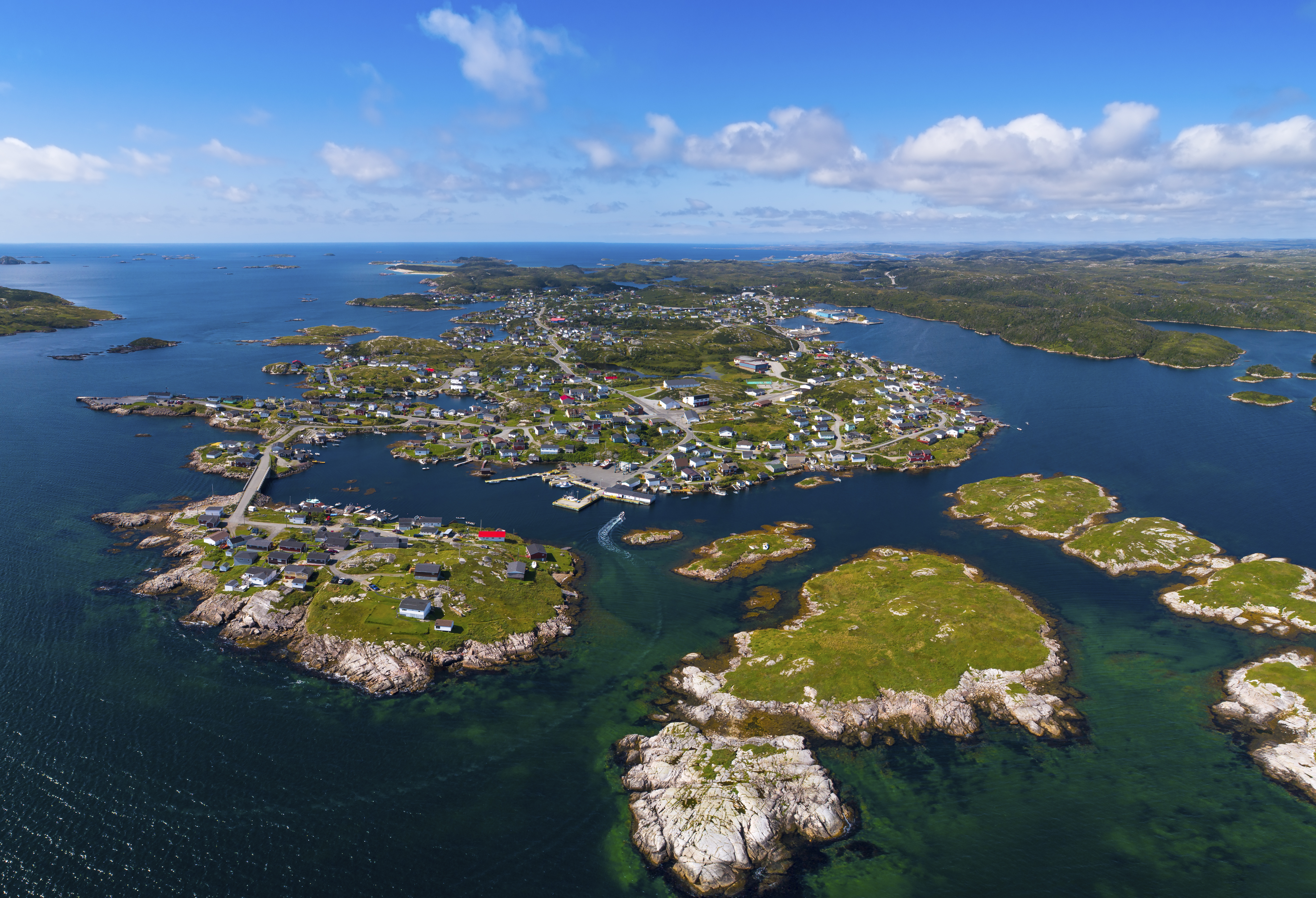
Luchtbeeld van Burgeo met Smalls Island op de voor- en Grandy Island op de achtergrond (2018)